# Psihološko oružje
Psihološko oružje, posebna vrsta oružja. Praktično je u specijalnom ratu, dijelu psihološkog rata. Korijeni su duboko u prošlosti, ali ga se smatra oružjem modernog vremena. Mirnodopski sastavi suvremenih svjetskih vojskâ imaju snage za psihološko propagandno djelovanje, u čemu prednjači SAD. Njemačka ima oko 3000 ljudi za psihološko-propagandna djelovanja. Osobine psihološkog oružja su:
- oružje je “duha”, koje djeluje izravno na psihu, a ne pogađa (izravno ne, posredno da preko indoktrinirane osobe) tijelo
- ima od svih oružja najveći doseg, ne poznaje ni granice ni frontove;
- djeluje bez odmora i njegova uporaba ne traži prijekid
- ne ubija (izravno ne, posredno da preko indoktrinirane osobe), ono uvjerava
- pridobiva neprijatelje i hrani moral vlastite zemlje i stoga istovremeno osvaja i brani
- služi i za hladni i za “vrući” rat, te je oružje za sva razdoblja;
- djeluje u globalnom obliku te obuhvaća u svoj svojoj jakosti i neprijateljsko bojište i vlastito zaleđe u isto vrijeme

Koliko će biti uspješno, umnogome ovisi o njegovom utjecaju na javno mišljenje koje konačno oblikuje i nadahnjuje.